# Věty o shodnosti trojúhelníku

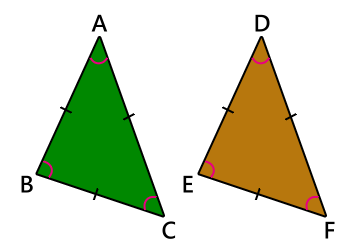
Ilustrace vět o shodnosti trojúhelníků ABC a DEF (varianty potřebných informací)

Věty o shodnosti trojúhelníků jsou tvrzení z oblasti rovinné geometrie, dokazující shodnost trojúhelníků. Trojúhelníky jsou shodné, pokud mají stejný tvar a obsah.
Lze podle nich určit, zda jsou dva trojúhelníky shodné (odsud také vzaly svůj název), a zároveň určují varianty informací potřebných k sestrojení trojúhelníku. Každá z vět určuje právě 3 informace potřebné k sestrojení trojúhelníku. Zkratky, pod kterými jsou tyto věty známé, určují, zda informace o trojúhelníku je strana (s) nebo úhel (u). Tyto informace je nutno znát v souvislostech, tedy znát celé znění věty.
Věty o shodnosti trojúhelníků jsou čtyři:
1. Věta „sss“
2. Věta „sus“
3. Věta „usu“
4. Věta „Ssu“

## Věta „sss“
Shodují-li se dva trojúhelníky ve všech třech odpovídajících si stranách, pak jsou shodné. Protože |AB| = |XY|, je možné trojúhelník XYZ přemístit tak, aby bod X splynul s bodem A a bod Y s bodem B. Protože |XZ| = b a |YZ| = a, leží bod Z na kružnicích c(A,b) a d(B,e). Ty se protínají ve dvou bodech, C a C', které jsou souměrně sdružené podle přímky AB.
Bod Z se tedy přemístil buď do bodu C, nebo do bodu C'. Přemístěný trojúhelník XYZ je v prvním případě totožný s trojúhelníkem ABC. V druhém případě jsou tyto trojúhelníky sdružené podle osy AB. V obou případech jsou trojúhelníky ABC a XYZ shodné.

## Věta „sus“
Shodují-li se dva trojúhelníky ve dvou stranách a úhlu jimi sevřeném, jsou shodné.
Jednoznačnost konstrukce trojúhelníku sestrojeného podle této věty nemůže být zpochybněna z toho důvodu, že je-li dána úsečka AB ekvivalentní úsečce XZ, bod C a posléze pod Y, může ležet pouze na polopřímce, která svírá se stranou AC (XZ) známý úhel α (protože úhel ACB je dopředu určený a proto bod C nemůže ležet mimo tento úhel) a na kružnici se středem v bodě A (X) a poloměrem délky strany AB (XY) – protože je hledán bod, který je od bodu A (X) vzdálen danou vzdálenost a množina bodů, které jsou stejně vzdálené od jednoho bodu je právě ona kružnice. Taková konstrukce má pak pouze jediné řešení – a proto není možné, aby se trojúhelníky ABC a XYZ mohly lišit.

## Věta „usu“
Shodují-li se dva trojúhelníky v jedné straně a v obou úhlech k ní přilehlých, jsou shodné.
Pokud je v úloze zadána věta usu, znamená to, že je zadán úhel, strana a úhel.
Tuto skutečnost lze také vysvětlit pomocí přemístění trojúhelníku XYZ do takové polohy, aby vrchol X splynul s vrcholem A a vrchol Y s bodem B. Jistě lze předpokládat, že přemístěný bod Z leží v téže polorovině s hraniční přímkou AB jako bod C (jinak totiž lze trojúhelník XYZ „překlopit“ kolem strany XY do opačné poloroviny). Protože |úhel ZXY| = α, leží přemístěný bod Z na polopřímce AC. Protože |úhel XYZ| = β, leží bod Z i na polopřímce BC. Polopřímky AC a BC mají pouze jediný společný bod – bod C. Proto se přemístěný trojúhelník XYZ kryje s trojúhelníkem ABC.

## Věta „Ssu“
Shodují-li se dva trojúhelníky ve dvou stranách a úhlu proti delší z nich, jsou shodné.
Věta o shodnosti trojúhelníku Ssu je jediná z vět, u kterých se rozlišuje delší a kratší stranu – kdyby byl dán úhel proti menší ze stran, vyšlo by více řešení, která by splňovala všechny podmínky – a tak by nebylo možné říct o dvou takto narýsovaných trojúhelnících, že jsou doopravdy shodné. Proto je třeba psát název této věty s velkým písmenem S na začátku – tato skutečnost zdůrazňuje, že jedna ze stran trojúhelníku je delší.
Správnost této věty se taktéž projevuje v jediném řešení konstrukce podle údajů, které v příkladech, které lze řešit podle věty Ssu. Konstrukce pak probíhá takto: Je důležité nejprve sestrojit kratší úsečku AC s danou hodnotou – vždy je třeba začít se stranou, o které jsou k dispozici dva údaje. Pokračuje se úhlem γ, též daným ze zadání. Bod B se musí nacházet na kružnici se středem v bodě A a poloměrem rovným dané délce strany c. Nikde jinde, než na této kružnici a na úhlu ACX se bod B vyskytovat nemůže. A protože může existovat pouze jediný bod, který splňuje tyto podmínky, trojúhelník, narýsovaný podle daných údajů bude vždy shodný s jakýmkoli jiným, pokud tyto podmínky splňuje.